# Волшки
Волшки (рус. Волжский) град је у Русији у Волгоградској области. Према попису становништва из 2010. у граду је живело 314.436 становника.

## Географија
Површина града износи 150 km². - 229,12

## Становништво
Према прелиминарним подацима са пописа, у граду је 2010. живело 314.436 становника, 1.267 (0,40%) више него 2002.
| 1959.  | 1970.   | 1979.   | 1989.   | 2002.   | 2010.   |
| ------ | ------- | ------- | ------- | ------- | ------- |
| 66.965 | 142.058 | 209.150 | 268.842 | 313.169 | 314.255 |